# Eclipse公共许可证
Eclipse公共许可证（简称EPL）是一种开源软件发布许可证，由Eclipse基金会应用于名下的集成开发环境Eclipse上。EPL替代了原先的通用公共许可证（Common Public License，简称CPL），在其基础上删除了专利相关诉讼的限制条款。
EPL是为适合商业应用的自由软件所量身定制的许可证，其反版权限定也比现时的GNU通用公共许可证（GNU GPL）等自由软件软件许可证更为松弛：在使用以EPL授权的程序时，用户有权使用、修改、复制与传播软件原始版本和修改后版本，在某些情况下则必须将修改内容一并发布。
EPL已被开放源代码促进会认可，同时亦由自由软件基金会列入自由软件许可证名单。

## 兼容性
EPL 1.0版无法与GNU GPL相兼容，因而若有一作品为GPL授权作品和EPL授权作品混合而得，则该程序无从合法传播。究其肇因，则是GPL要求以其授权的程序的衍生作品亦需完全以GPL授权（“传染性”），而且传播者不可妨碍使用者行使GPL予之的权利，更不能为之附加相关的限制条件。而EPL有所不同：按EPL要求，在传播EPL授权作品衍生作时，传播者有义务附上其改动所涉及的专利采用的许可证。由于这样对接受者做了“进一步限制”，从而不符合GPL的要求，因此便无法与GPL兼容。

## 更新版本
关于EPL新版本的讨论已于2013年5月启动。另外，据EPL内容，若EPL发布新版本，用户和贡献者都可以自行选择以哪一版本的EPL继续传播作品。